# Uhrenturm (Beirut)

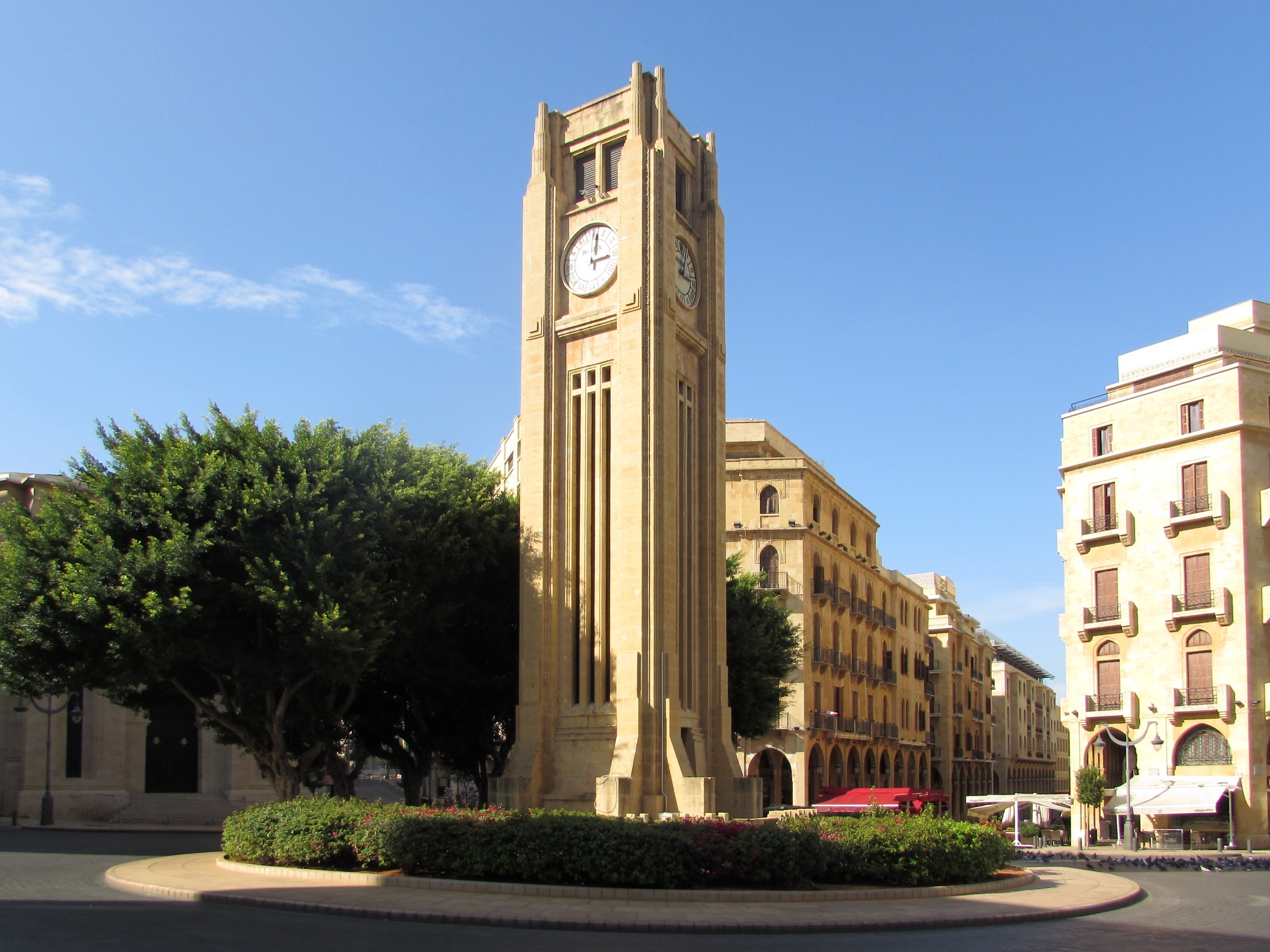
Der Uhrenturm auf dem Sāhat an-Nadschma oder Place de l’Étoile: eines der bekanntesten Wahrzeichen und Motive Beiruts

Der Uhrenturm ist ein Wahrzeichen in der libanesischen Hauptstadt Beirut. Er steht mittig auf dem Sāhat an-Nadschma, dem Sternplatz, in direkter Nachbarschaft zur libanesischen Nationalversammlung und zur Kathedrale St. Georg, dem Sitz des griechisch-orthodoxen Metropoliten.

## Geschichte
Michel Aded, dessen Familie nach Brasilien emigriert und dort zu einem Vermögen gekommen war, beauftragte den Architekten Mardiros Altounian, der auch das Parlamentsgebäude entworfen hatte, den Uhrenturm zu errichten. Der Uhrenturm wurde im Stil des Art déco während der französischen Mandatszeit 1934 im Zentrum Beiruts errichtet.
Vor dem Libanesischen Bürgerkrieg wurde der Uhrenturm abgebaut und auf dem Gelände des Bahnbetriebsgeländes in Sin el-Fil gelagert. Nach dem Ende des Krieges wurden Turm und Uhr wieder aufgebaut und saniert. In diesem Zusammenhang wurden Ziffernblätter mit der Aufschrift Rolex angebracht.